# Triplochiton scleroxylon
Triplochiton scleroxylon és una espècie d'arbre tropical nativa d'Àfrica.
La seva fusta es coneix com a abachi. A Nigèria rep el nom d'obeche, a Ghana com wawa, al Camerun com ayous, i a Costa d'Ivori com samba. La seva fusta es fa servir per a fer guitarres. També se'n fan motllures per a marcs de quadres.
Pateix sobreexplotació.